# 松浦政宏
松浦 政宏（まつうら まさひろ、1973年12月1日 - ）は、地方競馬兵庫県競馬組合・西脇馬事公苑、野田忍厩舎に所属していた元騎手である。

## 来歴
1991年3月31日付けで地方競馬騎手免許を取得し、稲田礎厩舎からデビュー。同年4月29日初騎乗。同年5月14日フィンヒットで優勝し、7戦目で初勝利。
1997年3月19日第36回フクパーク記念をビールペエカーで優勝し、重賞初制覇。
2000年7月4日第1回姫路競馬4日目第1競走アラブ系古馬一般競走をサカエエースで優勝（9頭立て1番人気）し、地方競馬通算500勝達成。
2001年5月27日第2回中京競馬4日目第9競走こでまり賞（サラ系4歳500万下牝馬）でツカサヒロインに騎乗し、中央競馬初騎乗（18頭立て14番人気13着）。同年12月13日稲田礎調教師死去のため岡田利一厩舎に所属変更。
2006年5月18日第4回園田競馬6日目第11競走A1二組4歳以上条件戦サンユウシャンハイでの騎乗（8頭立て1番人気1着）を最後に、同日付けで自己都合により騎手免許を返上し廃業、引退。野田学厩舎で厩務員をしていたが、2010年9月16日、地方競馬全国協会より平成22年度第2回調教師・騎手免許試験において騎手試験に合格し、同年9月29日付で騎手免許を交付されることが発表され、現役復帰をすることになった。
2014年2月14日付けで野田学厩舎から野田忍厩舎へ所属が変更された。
2017年12月21日の園田競馬第11競走を最後に騎手を引退した。

## 主な騎乗馬
- ビールピエカー（第36回フクパーク記念）
- エビシロクイン（第36回のじぎく賞）
- キフネホマレ（第31回広峰賞）
- オリジナル（第31回摂津盃）
- ミスターサックス（第41回フクパーク記念）
- アクティブワンダー（第44回楠賞）
- マンボビーン（第10回ル・プランタン賞、第49回のじぎく賞、第12回園田クイーンセレクション）
- レッドゾーン（第47回兵庫大賞典）
- ポアゾンブラック（第40回園田ジュニアカップ、第44回菊水賞）
- キューティガビー（第10回園田チャレンジカップ）